# Takama media
Takama media är en insektsart som beskrevs av Irena Dworakowska 1980. Takama media ingår i släktet Takama och familjen dvärgstritar. Inga underarter finns listade i Catalogue of Life.